# Vincent Pangelinan
Vincent Edward Pangelinan (ur. 2 marca 1972) – guamski zapaśnik walczący w stylu wolnym. Olimpijczyk z Barcelony 1992, gdzie zajął osiemnaste miejsce w wadze minimuszej.
Triumfator mistrzostw Oceanii w 1992 roku.

## Letnie Igrzyska Olimpijskie 1992
| Konkurencja | Rundy eliminacyjne | Rundy eliminacyjne    | Klas. końcowa |
| Konkurencja | Przeciwnik I       | Przeciwnik II         | Miejsce       |
| ----------- | ------------------ | --------------------- | ------------- |
| -48 kg      | Tim Vanni (USA) P  | Nader Rahmati (IRI) P | 18.           |